# 悉尼超級穹頂體育館
悉尼超級穹頂體育館（英語：Sydney SuperDome）是一座位於澳洲雪梨的大型多功能體育館。座落於雪梨奧林匹克公園並在1999年完工成為2000年雪梨奧運的其中一項設施。因赞助商缘故，該場館自2016年4月11日開始以「庫多斯銀行體育館」的名稱營運。

## 设计

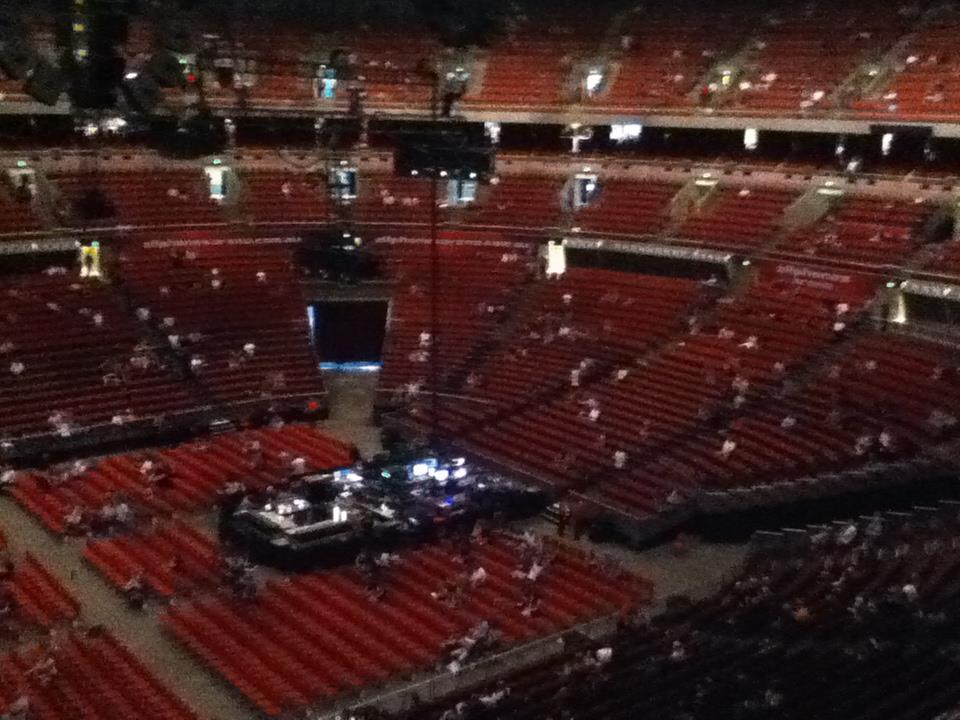
悉尼超级穹顶体育馆的室内视图，处于音乐会配置状态。

根据悉尼奥林匹克公园管理局的说法，该体育馆的设计平均座位容量为18,000个，最大可容纳容量为21,032个观众 。可以根据体育赛事、音乐会等不同类型的活动进行重新安排，因此场馆的容量会根据所举办的活动而有所波动。场馆的地面在最大范围内的尺寸为长 48米（157英尺） 、宽78米（256英尺） 。该场馆由5,696立方米混凝土和1,884吨钢筋制成，顶部覆盖着1,235吨的屋顶结构 。18根钢柱悬挂在由锌和铝合金钢材制成的屋顶上，屋顶通过从每根柱顶延伸到屋顶中心的电缆进行张紧 。场馆内部的天花板装饰有波纹钢板，并用大量未使用的黄页电话簿等材料进行隔热。
应悉尼奥运会组委会（SOCOG）的要求，采取了各种环保设计措施。在早期，悉尼超级穹顶体育馆使用可再生能源作为其电力供应的一小部分，由澳洲能源的绿色电力计划提供。通过与澳大利亚能源公司达成的一项协议，该场馆使用了绿色能源，该协议持续了2000年夏季奥运会及其后的五年 。场馆的电力架构包括安装在竞技场屋顶上的1176块太阳能光伏电池板，这些电池板提供了场馆每日能耗的10%，估计每年约8612千瓦·时。场馆还安装了节能照明和供暖/制冷系统。屋顶的排水系统由2000多米的高密度聚乙烯管组成，此外还有近3000米的铸铁和铜管用于场馆的管道系统，以及1000米的陶土管组成周围的雨水排水系统 。该场馆也是悉尼奥林匹克公园建造的许多场馆之一，这些场馆使用回收木材建造场馆的外部阳台。木材来自肯普西和奥伯伦，以及悉尼的当地来源。此外，带有尼龙臂和支架的聚丙烯座椅构成了场馆的支架。

## 舉辦活動
- 新颂会议（英语：Hillsong Conference） (2001–2010，2012–2019)[5]
- 澳大利亚唱片业协会音乐奖（英语：ARIA Music Awards） (2002–2009，[6] 2011[7])
- 悉尼國王队主场（英语：Sydney Kings） (1999–2002，2016至今)
- 新南威尔士州学校壮观（英语：Schools Spectacular） (2016至今)
- 英特尔极限大师赛 Sydney (2017–2019)[8]

## 資料來源
1. ↑  .   [2018-06-09]. （原始内容存档于2020-12-06）.
2. 1 2 3   (PDF). Sydney Olympic Park Authority. Government of New South Wales. January 2015  [2 June 2016]. （原始内容 (PDF)存档于12 March 2016）.
3. 1 2 3   (PDF). BHP Steel. 17 November 2003  [2 June 2016]. （原始内容 (PDF)存档于2016-03-30）.
4. 1 2 3 4  Palese, Blair; Millais, Corin; Posner, Rupert; Koza, Fiona; Mealey, Elisabeth; McLaren, Warren; Luscombe, Darryl; Ruchel, Matt; Oakwood, Mark; Dam, Tanja; Wuelser, Gabriella; Landman, Sybrand; Stewart, Danielle; Shepherd, Jo; Apps, Linda.  (PDF). Inov8. Greenpeace Australia Pacific. September 2000  [2 June 2016]. （原始内容 (PDF)存档于2 June 2016）.
5. ↑  . （原始内容存档于2007-02-05）.
6. ↑  .   [26 May 2007]. （原始内容存档于30 August 2007）.
7. ↑  . Australasian Leisure Management. 27 November 2011  [15 December 2011]. （原始内容存档于10 March 2012）.
8. ↑  . Fox Sports. 2020-02-10  [2020-06-04]. （原始内容存档于2025-04-29） （澳大利亚英语）.

## 外部連結
- 官方网站
- 悉尼超級穹頂體育館 at Austadiums